# Tuxoctenus gloverae
Espèce
Tuxoctenus gloverae est une espèce d'araignées aranéomorphes de la famille des Miturgidae.

## Distribution
Cette espèce est endémique d'Australie. Elle se rencontre dans le Sud-Est du Queensland et dans le Nord-Est de la Nouvelle-Galles du Sud.

## Description
La carapace de mâle holotype mesure 1,56 mm sur 1,34 mm et son abdomen 1,65 mm sur 0,83 mm. La carapace de la femelle paratype mesure 1,46 mm sur 1,23 mm et son abdomen 1,96 mm sur 1,31 mm

## Étymologie
Cette espèce est nommée en l'honneur de Maureen Glover.

## Publication originale
- Raven, 2008 : Revisions of Australian ground-hunting spiders: III. Tuxoctenus gen. nov. (Araneomorphae: Zoridae). Records of the Western Australian Museum, vol. 24, p. 351-361 (texte intégral).